# Doc Middleton
Doc Middleton, all'anagrafe James M. Riley, conosciuto anche come David C. Middleton, Texas Jack, Jack Lyons, Gold-Tooth Jack e Gold-Tooth Charley (Bastrop, 9 febbraio 1851 – Orin Junction, 29 dicembre 1913), è stato un pistolero statunitense.

## Biografia
Ha rubato il suo primo cavallo all'età di 14 anni. Nel 1870 fu condannato all'ergastolo per omicidio in Texas e venne spedito al carcere di Huntsville. Nel 1874 riuscì a fuggire dal carcere.
Fu catturato mentre rubava cavalli nell'Iowa. Dopo aver scontato 18 mesi si è trasferito a Sidney, Nebraska, dove sparò e uccise un soldato semplice chiamato James Keith del 5th Cavalry Regiment il 13 gennaio 1877 dal vicino Fort Sidney in una rissa da bar. Venne arrestato ma è fuggito mentre si radunava un gruppo di linciatori.
Alla fine fu ricercato dalla Wyoming Stock Growers Association e dalla Union Pacific Railroad, che offrì ricompense per la sua cattura. L'ufficiale dell'esercito William H. H. Llewellyn, che stava cercando di proteggere le mandrie di pony nella riserva indiana di Pine Ridge, fu inviato per catturarlo.  Llewellyn e un esercito del distaccamento sotto George Crook lo attirarono ad un incontro con la promessa di perdono del governatore. In una mischia due della banda di Doc sono stati uccisi e un uomo di nome Hazen è stato ferito, ma Middleton fu catturato e portato a Cheyenne, Wyoming, dove venne condannato al carcere per furto maggiore dal 18 settembre 1879 al 18 giugno 1883, data il quale lo rilasciarono. (All'epoca del suo arresto nel 1879 fu riportato che aveva rubato trentacinque cavalli da William Irving di Cheyenne nel 1877).
Nel 1884 lui e la sua terza sposa (una ragazza di 16 anni) si trasferirono a Gordon, Nebraska, dove gestì un saloon e fu per un breve periodo vice sceriffo.
Nel 1893 Buffalo Bill, come prodezza per la Fiera Colombiana di Chicago, lo arruolò per partecipare alla corsa di cavalli di 1.000 miglia da Chadron, Nebraska, a Chicago. Ha completato la gara e ha guidato la maggior parte in testa, anche se è stato trasportato in parte in treno.
Nel 1897 fu riportato che era il marshal di Edgemont, Dakota del Sud.
Nel 1900 in seguito si trasferì a Gordon, Nebraska e aveva un saloon sia a Gordon che ad Ardmore, Dakota del Sud ed era anche il marshal della città, e nel 1913 si trasferì a Orin Junction, Wyoming, dove aprì un saloon. Dopo aver litigato in un bar con un coltello in mano, è stato arrestato per aver dispensato liquori illegalmente. Mentre era in carcere prese l'erisipela e morì. È sepolto nel Douglas Park Cemetery di Douglas, Wyoming.